# Sartidia
Sartidia là một chi thực vật có hoa trong họ Hòa thảo (Poaceae).

## Loài
Chi Sartidia gồm các loài: